# Antoniuskapelle (Kornelimünster)

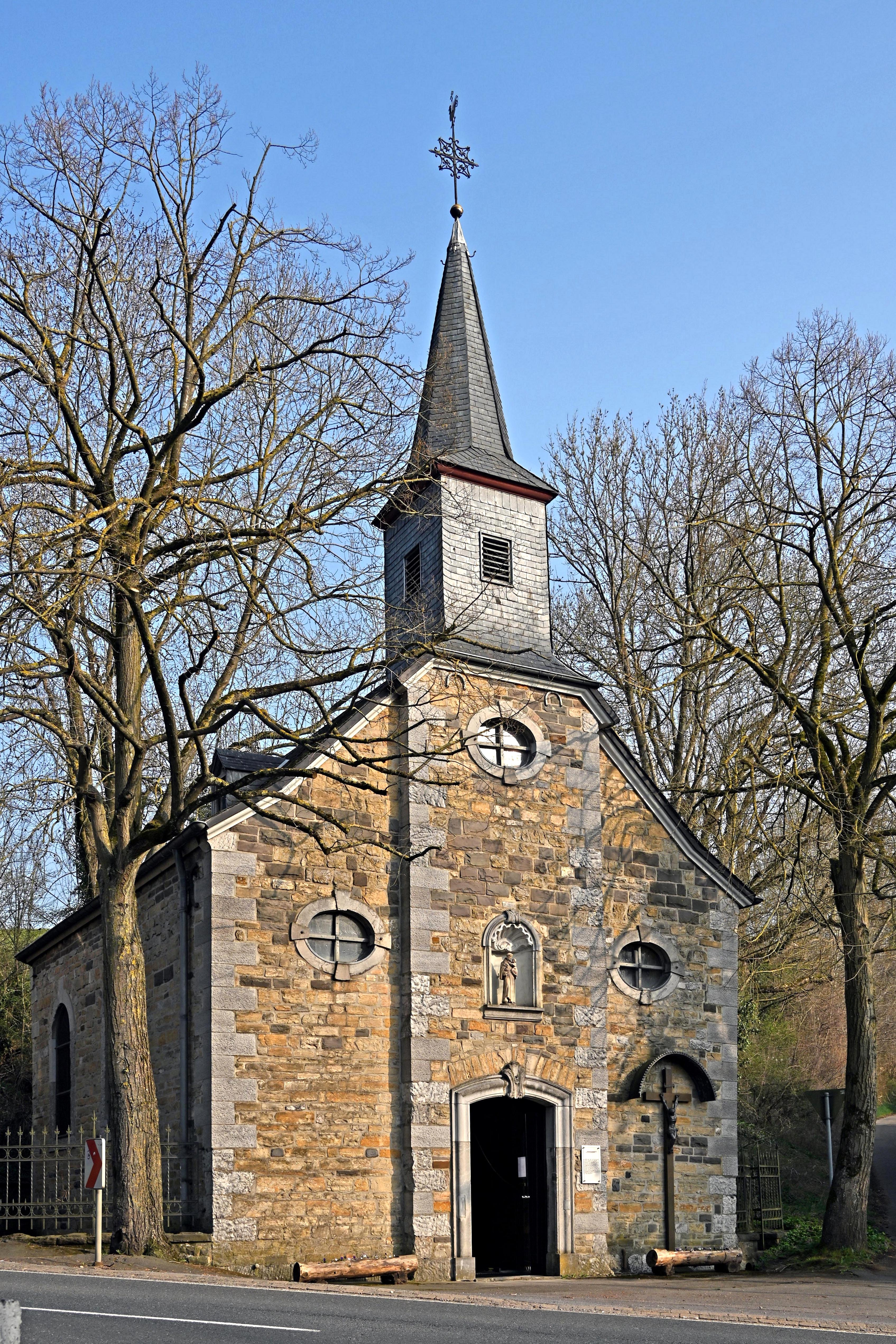
Antoniuskapelle

Die Antoniuskapelle ist ein katholisches Gotteshaus am Rande des Aachener Stadtteils Kornelimünster.

## Kapellenkreuz um Kornelimünster
Die Antoniuskapelle gehört zu einer Familie von Kapellen, die Kornelimünsters Abteikirche St. Kornelius und die auf dem Berg gelegene Pfarrkirche St. Stephan kreuzförmig umgibt. Sie besteht aus der Antoniuskapelle, der Kapelle St. Gangolf, der nur noch teilweise erhaltenen St. Nikolauskapelle sowie der Klauserkapelle Maria im Schnee.

## Geschichte
Der Vorgängerbau der jetzigen Kapelle wurde erstmals im Jahre 1718 erwähnt und besaß eine dreieckige Form. Nach einem schweren Erdbeben, bei dem die Kapelle schwer beschädigt wurde und abgerissen werden musste, ließ der Abt der Reichsabtei Kornelimünsters Karl Ludwig von Sickingen-Ebernburg das Gebäude in den Jahren 1756/57 neu errichten. Hierbei entstand ein Saalbau von 11 Metern Länge und einer Breite von ca. 6,50 Metern. Die Einweihung des Gotteshauses erfolgte erst im Jahre 1781 durch den damaligen Administrator der Reichsabtei Kornelimünster Cark Caspar von der Horst auf den Namen des Heiligen Antonius.
Bei der Errichtung der Kapelle gab es eine Besonderheit. Nach Fertigstellung des Rohbaues erhielt die Kapelle aus Spenden eine Glocke. Hierbei stellte sich heraus, dass sie aufgrund ihrer Größe im Glockenturm keinen Platz fand. Aus diesem Grunde wurde sie der Pfarrkirche überlassen. Dort erfüllt sie noch heute ihre Funktion.
Das heute verwendete Antoni-Glöckchen wurde von der Gießerei Petit & Gebr. Edelbrock aus Gescher gegossen und am 21. Juni 1891 geweiht.
Die Kapelle ist aus dem in der Region sehr gebräuchlichen Bruchstein erbaut.
Nach dem Zweiten Weltkrieg bis 1965 diente die Kapelle der evangelischen Gemeinde als Gotteshaus.
1986 und in den Folgejahren wurde die Kapelle restauriert, wobei Außen- und Innenarbeiten aufgeführt wurden.

## Innenausstattung

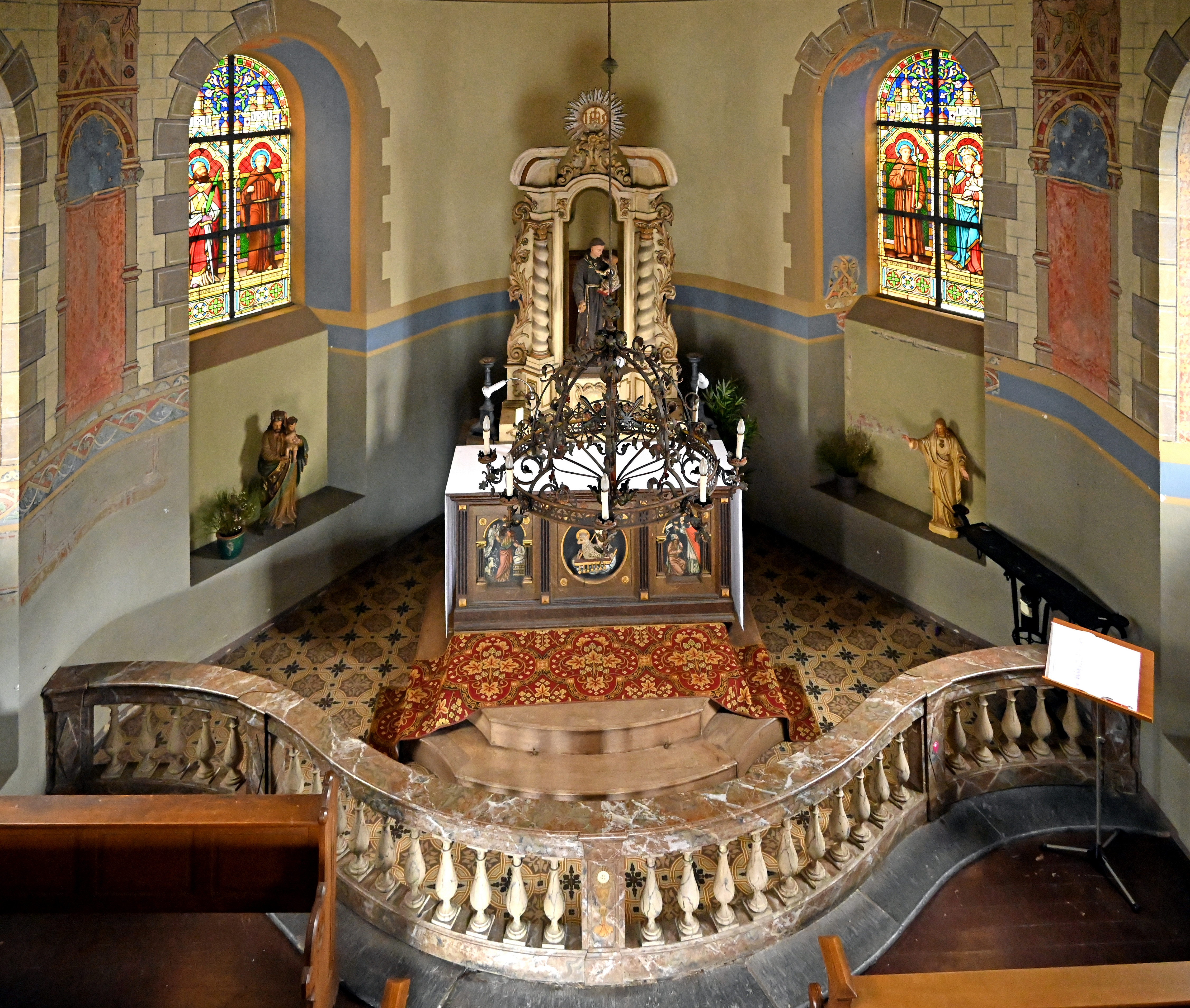
Innenraum

Jeweils zwei Buntglasfenster aus den Jahren 1890/1900 mit Ornamentmalereien wurden am 3. bis 5. Juni 1891 auf beiden Seiten des Altars angebracht. Hergestellt wurden sie von der Eupener Firma Winkold. Sie zeigen in den rechten Fenstern Maria mit dem Kind sowie den Heiligen Antonius und auf der linken Seite die Heiligen Maximus und Franziskus von Assisi.
Die Kirchendecke ist leicht gewölbt. Farbige Bänder teilen sie auf. Die Mittelachse besitzt in West-Ost-Richtung runde Einzelbilder. Die Verkündigung, Geburt sowie die Kreuzigung sind dargestellt. Der Weltherrscher, begleitet von Maria und Johannes wurde im Halbrund der Chordecke dargestellt. Spruchbänder der Propheten des Alten Bundes weisen auf das Heilsgeschehen hin.
Eine Besonderheit bietet die Darstellung des Heiligen Kornelius auf dem Westgiebel der Empore. Üblicherweise wird er mit Horn dargestellt, hier trägt er eine Tiara, einen Stab und ein Buch. Die Patrone der Kirchenmusik, die Heilige Cäcilia sowie König David mit Harfe flankieren beide.
Auffallend ist ein an der Empore beginnender, den gesamten Kirchenraum umschließender Spruch in lateinischer Sprache (Ps. 117.24 und 1).
Ein Jugendstilgitter trennt die Empore vom Kirchenraum ab.
Links vom Eingang befindet sich die Pietà „Schmerzhafte Mutter“. Ursprünglich befand sich hier ein Wandgemälde, das jedoch nicht mehr zu identifizieren ist.